# Departamento de Transporte do Estado de Nova Iorque
O Departamento de Transporte do Estado de Nova York (NYSDOT) é o departamento do governo do Estado de Nova York responsável pelo desenvolvimento e operação de rodovias, ferrovias, sistemas de transporte público, portos, hidrovias e instalações de aviação no estado estadunidense de Nova YorkEsta rede de transportes, inclui: 
- Um sistema de rodovias estaduais e locais, abrangendo mais de 110.000 milhas[4] (177.000 km) de rodovias e 17.000 pontes[5].
- Uma rede ferroviária de 5.000 milhas (8.000 km), transportando mais de 42 milhões de toneladas curtas (38 milhões de toneladas métricas) de equipamentos, matérias-primas, produtos manufaturados a cada ano[6].
- Mais de 130 operadoras de transporte público, atendendo a mais de 5,5 milhões de passageiros por dia[7].
- Doze principais portos públicos e privados[8], movimentando mais de 110 milhões de toneladas curtas (100 milhões de toneladas métricas) de carga anualmente[9].
- 456 instalações de aviação públicas e privadas, por meio das quais mais de 31 milhões de pessoas viajam a cada ano. Possui dois aeroportos, o Aeroporto Internacional de Stewart, próximo a Newburgh, e Aeroporto Republic, em Long Island. Stewart está atualmente alugado para a Autoridade Portuária de Nova Iorque e Nova Jérsia.

Seus regulamentos são compilados no título 17 dos Códigos, Regras e Regulamentos de Nova York (New York Codes, Rules and Regulations).

## Organização
O departamento é composto por 11 escritórios regionais e 68 residências de manutenção de transporte do condado. O Condado de Tioga foi transferido da Região 6 para a Região 9 em agosto de 2007, o Condado de Wayne foi transferido da Região 3 para a Região 4 no final dos anos 1990.
As regiões do NYSDOT e os condados que atendem são: 
| Região                    | Escritório Principal | Condados que atendem                                                         |
| ------------------------- | -------------------- | ---------------------------------------------------------------------------- |
| 1 (Distrito Capital)      | Colonie              | Albany, Essex, Greene, Rensselaer, Saratoga, Schenectady, Warren, Washington |
| 2 (Mohawk Valley)         | Utica                | Fulton, Hamilton, Herkimer, Madison, Montgomery, Oneida                      |
| 3 (Central New York)      | Syracuse             | Cayuga, Cortland, Onondaga, Oswego, Seneca, Tompkins                         |
| 4 (Genesee Valley)        | Rochester            | Genesee, Livingston, Monroe, Ontario, Orleans, Wayne, Wyoming                |
| 5 (Western New York)      | Buffalo              | Cattaraugus, Chautauqua, Erie, Niagara                                       |
| 6 (Central Southern Tier) | Hornell              | Allegany, Chemung, Schuyler, Steuben, Yates                                  |
| 7 (North Country)         | Watertown            | Clinton, Franklin, Jefferson, Lewis, St. Lawrence                            |
| 8 (Hudson Valley)         | Poughkeepsie         | Columbia, Dutchess, Orange, Putnam, Rockland, Ulster, Westchester            |
| 9 (Southern Tier)         | Binghamton           | Broome, Chenango, Delaware, Otsego, Schoharie, Sullivan, Tioga               |
| 10 (Long Island)          | Hauppauge            | Nassau, Suffolk                                                              |
| 11 (New York City)        | Long Island City     | Bronx, Kings, New York, Queens, Richmond                                     |

## Link Externo
- Website Oficial
- Departamento de Transporte (New York Codes, Rules and Regulations)